# 10251 Mulisch
A 10251 Mulisch (ideiglenes jelöléssel 3089 T-1) a Naprendszer kisbolygóövében található aszteroida. Cornelis Johannes van Houten,  Ingrid van Houten-Groeneveld és Tom Gehrels fedezte fel 1971. március 26-án.
Nevét Harry Mulisch (1927–2010) holland író után kapta.